# Rabotnicesko Delo
Rabotnicesko Delo (în bulgară: Работническо дело, traducere aproximativă: "Faptele muncitorilor") a fost un jurnal de stânga, organul de presă al Partidului Comunist Bulgar.
Fondat în 1927, a apărut zilnic la Sofia, până în 1990, când și-a schimbat numele în Duma.
A fost interzis din momentul loviturii de stat din Bulgaria din 19 mai 1934, fiind nevoit, până în 1944, să apară în ilegalitate.